# المعهد الفني للتمريض (جامعة الزقازيق)

## نشأة المعهد
تم فتح المدرسة الثانوية الفنية للتمريض التابعة لكلية الطب في العام الدراسى 1972 تحت رئاسة مديرة للمدرسة عبله عبد المقصود، وتم تعيين المتخرجين في مستشفيات جامعة الزقازيق نظرا لكفاءتهم التمريضية، وتقدر أعداد الخريجين سنويا بقرابة (30) خريجة لكل عام، وكانت المدرسة تدار من وزارة الصحة والسكان، وانتقلت المدرسة إلى لائحة عين شمس عام 1980 حتى إغلاقها عام 2009 م علما بأن الاعداد التي تم تخريجها من المدرسة ما بين عامي 1972-2008م قرابة 2535 خريجة.

## أهداف المعهد
1- توفير ممرضين قادرين على القيام بالعناية التمريضية الأساسية مستندة على المعلومات والمهارات العملية اللازمة أثناء عملها مع الأفراد الأصحاء والمرضى في جميع المؤسسات الصحية
2- استكمال الهيكل الإداري
3- تطوير البرامج التعليمية بما يتناسب مع معاير الجودة وحاجة سوق العمل
4- توثيق العلاقة بالخريجين.

### الرسالة
المعهد الفنى للتمريض – جامعة الزقازيق يقدم برامج تعليمية فنية تمريضية وتخصصية متميزة في اطار من الجودة لإمداد المجتمع بكوادر فنية تمريضية مؤهلة قادرة على المنافسة على المستوى القومى.

### الرؤية
الريادة في التعليم الفنى التمريضى وتخصصاته على المستوى القومى.

## أقسام المعهد
يوجد بالمعهد قسم واحد فقط وهو:
- شعبة التمريض

## إدارة المعهد
- مدير عام المعهد: ا.د/ ابتهاج حلمى حسن

اكرم محمود محمد صلاح الدين مركز ابوحماد الشرقية
حاصل على دبلوم تجارة